# Rosario Dawson

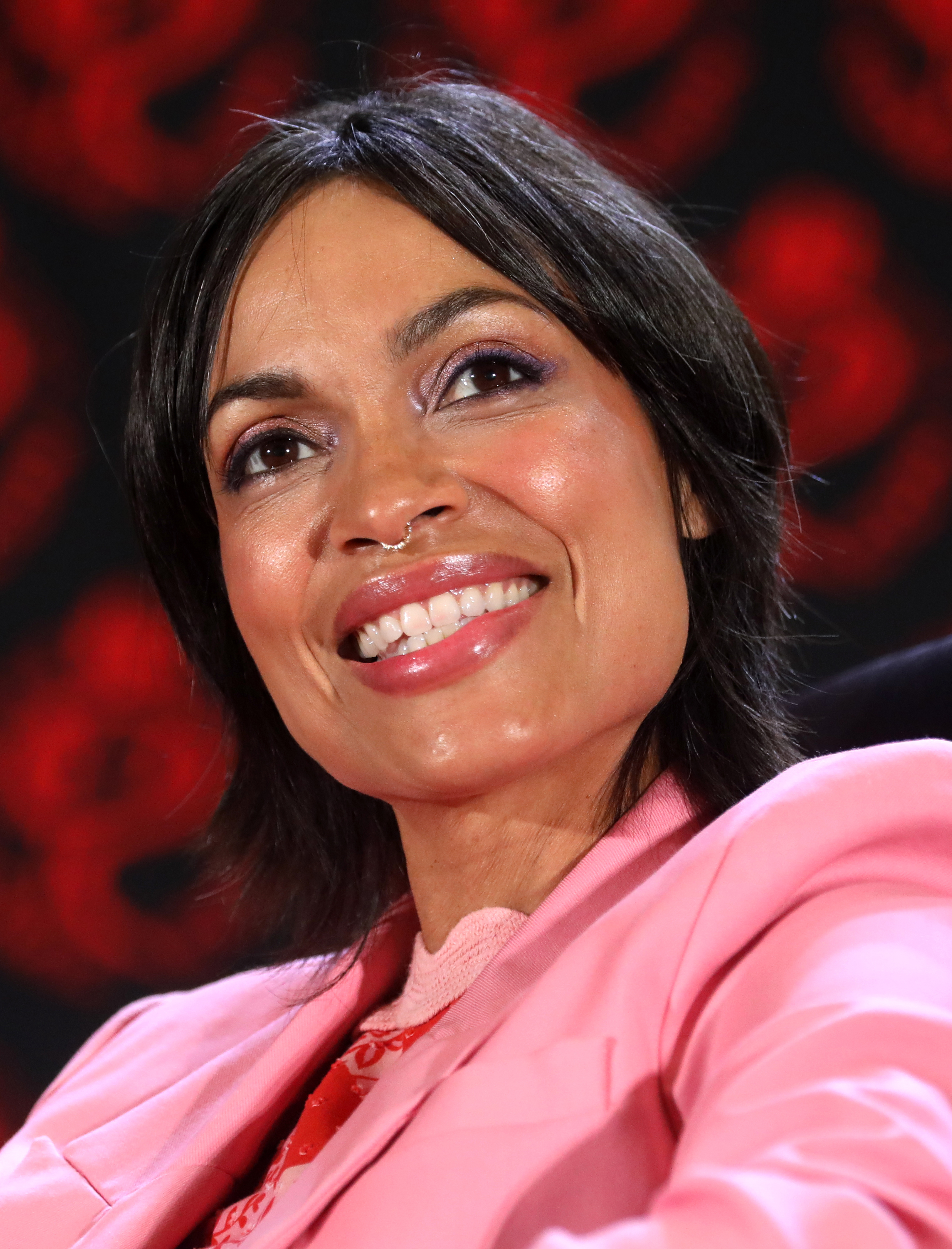
Rosario Dawson (2024)

Rosario Isabel Dawson (* 9. Mai 1979 in New York City) ist eine US-amerikanische Schauspielerin. Einem breiteren Publikum wurde sie durch ihr Mitwirken in dem Film Death Proof (2007) von Quentin Tarantino, ihre Rolle als Claire Temple im Marvel Cinematic Universe sowie ihre Darstellung der Ahsoka Tano in mehreren Star-Wars-Serien bekannt.

## Leben
Dawsons Mutter ist puerto-ricanischer und afrokubanischer Abstammung, ihr Vater hat irische Wurzeln. Sie wurde 1995 von dem Fotografen und Regisseur Larry Clark in New York auf der Straße entdeckt und erhielt eine Rolle in dessen Film Kids (1995). Daraufhin ließ sich Dawson am Lee Strasberg Theatre Institute zur Schauspielerin ausbilden. 2005 wurde sie für ihre schauspielerische Leistung als Mimi in dem Film Rent mit einem Satellite Award in der Kategorie Beste Nebendarstellerin (Komödie/Musical) ausgezeichnet.
2006 kamen sechs Filme mit Dawson ins Kino. Unter anderem spielte sie neben Robert Downey Jr. in Dito Montiels Kids – In den Straßen New Yorks. Des Weiteren war sie in Kevin Smiths’ Clerks 2 (2006) und Clerks 3 (2022) zu sehen. 2006 schrieb sie zusammen mit Co-Autor David Atchison die Graphic Novel O.C.T.: Occult Crimes Taskforce. O.C.T. wurde 2013 mit Dawson in der Hauptrolle verfilmt, dabei fungierte sie auch als Executive Producer.
In den Marvel-Netflix-Serien Daredevil, Jessica Jones, Luke Cage, Iron Fist und The Defenders spielte sie von 2015 bis 2018 die Rolle der Krankenschwester Claire Temple, wobei sie als einzige Darstellerin in allen fünf Serien auftrat. In den Star-Wars-Serien The Mandalorian und Das Buch von Boba Fett spielte sie 2020 und 2022 erstmals die Jedi Ahsoka Tano und übernahm die Rolle in der 2023 veröffentlichten Serie Ahsoka als titelgebende Serienhauptfigur erneut. Für ihre Darbietung in Ahsoka erhielt sie einen Saturn Award.
Im Deutschen wird sie überwiegend von Claudia Urbschat-Mingues synchronisiert, in den Marvel-Netflix- und Star-Wars-Serien liehen ihr allerdings jeweils Claudia Gáldy und Josephine Schmidt ihre Stimmen; letzte vertonte bereits die animierte Version von Dawsons Figur.

## Filmografie

### Filme
- 1995: Kids
- 1997: Girls Night Out (Kurzfilm)
- 1998: Spike Lee’s Spiel des Lebens (He Got Game)
- 1998: Side Strets
- 1999: Light It Up
- 2000: Den Einen oder Keinen (Down to You)
- 2000: King of the Jungle
- 2001: Josie and the Pussycats
- 2001: Seitensprünge in New York (Sidewalks of New York)
- 2001: Trigger Happy
- 2001: Chelsea Walls (Chelsea Hotel)
- 2002: Love in the Time of Money
- 2002: Ash Wednesday
- 2002: Meine ersten zwanzig Millionen (The First $20 Million Is Always the Hardest)
- 2002: Men in Black II
- 2002: Pluto Nash – Im Kampf gegen die Mondmafia (The Adventures of Pluto Nash)
- 2002: 25 Stunden (25th Hour)
- 2002: Aaliyah: Miss You (Kurzfilm)
- 2003: This Girl’s Life – Mein Leben als Pornostar (This Girl’s Life)
- 2003: Shattered Glass
- 2003: Welcome to the Jungle (The Rundown)
- 2004: Alexander
- 2005: This Revolution
- 2005: Sin City
- 2005: Little Black Dress (Kurzfilm)
- 2005: Rent
- 2006: Kids – In den Straßen New Yorks (A Guide to Recognizing Your Saints)
- 2006: Clerks 2 (Clerks II)
- 2007: Grindhouse (Death Proof – Todsicher)
- 2007: A Sentimental Conversation (Kurzfilm)
- 2007: Descent
- 2008: Explicit Ills
- 2008: Eagle Eye – Außer Kontrolle (Eagle Eye)
- 2008: Killshot
- 2008: Sieben Leben (Seven Pounds)
- 2010: Percy Jackson – Diebe im Olymp (Percy Jackson & the Olympians: The Lightning Thief)
- 2010: Unstoppable – Außer Kontrolle (Unstoppable)
- 2010: Awake (Kurzfilm)
- 2011: Hangover in L.A. (Girl Walks Into a Bar)
- 2011: Der Zoowärter (Zookeeper)
- 2011: 10 Jahre – Zauber eines Wiedersehens (10 Years)
- 2011: Five (Fernsehfilm)
- 2012: Hotel Noir
- 2012: Fire with Fire – Rache folgt eigenen Regeln (Fire with Fire)
- 2013: Trance – Gefährliche Erinnerung (Trance)
- 2013: Raze – Fight or Die (Raze)
- 2013: They Die by Dawn
- 2013: Gimme Shelter
- 2014: Cesar Chavez
- 2014: Parts Per Billion
- 2014: The Captive
- 2014: The Ever After
- 2014: Sin City 2: A Dame to Kill For (Sin City: A Dame to Kill For)
- 2014: Top Five
- 2014: 9 Kisses (Kurzfilm)
- 2015: Puerto Ricans in Paris
- 2017: Unforgettable – Tödliche Liebe (Unforgettable)
- 2017: Krystal
- 2018: BattleScar
- 2019: Someone Great
- 2019: Boundless (Kurzfilm)
- 2019: Andy’s Song (Kurzfilm)
- 2019: Ouroboros (Kurzfilm)
- 2019: Battlescar – Punk was invented by Girls (Kurzfilm)
- 2019: Zombieland: Doppelt hält besser (Zombieland: Double Tap)
- 2019: Jay and Silent Bob Reboot
- 2019: Glimmer (Kurzfilm)
- 2020: Guardians of Life (Kurzfilm)
- 2020: The Water Man
- 2022: Clerks III
- 2023: Geistervilla (Haunted Mansion)

### Fernsehserien
- 2008: La Pasion de la Decision
- 2008: Gemini Division (30 Folgen)
- 2009: SpongeBob Schwammkopf (Folge 6x23)
- 2015: Marvel’s Jessica Jones (Folge 1x13)
- 2015–2016: Marvel’s Daredevil (8 Folgen)
- 2016–2018: Marvel’s Luke Cage (11 Folgen)
- 2017: Marvel’s Iron Fist (6 Folgen)
- 2017: Marvel’s The Defenders (Miniserie, 6 Folgen)
- 2018–2019: Jane the Virgin (18 Folgen)
- 2019: Weird City (Folge 1x02)
- 2019: The North Pole (Folge 2x01)
- 2019–2020: Briarpatch: Texas Kills! (10 Folgen)
- 2020: The Mandalorian (Folge 2x05)
- 2021: Dopesick (8 Folgen)
- 2021: Das Buch von Boba Fett (Folge 1x06)
- 2022: DMZ (4 Folgen)
- 2023: Ahsoka

### Als Sprecherin
- 2005: God Sleeps in Rwanda (Kurzdokumentarfilm) … als Erzählerin
- 2005: Getting Up: Contents Under Pressure (Videospiel) … als Tina
- 2007: Robot Chicken (Fernsehserie, eine Folge) … verschiedene Stimmen
- 2009: Wonder Woman … als Artemis
- 2009: El Superbeasto (The Haunted World of El Superbeasto) … als Velvet Von Black
- 2012: Syndicate (Videospiel) … als Lily Drawl
- 2015: Tinkerbell und die Legende vom Nimmerbiest (Tinker Bell and the Legend of the NeverBeast) … als Nyx
- 2015: Justice League: Throne of Atlantis … als Wonder Woman
- 2015: Lego Dimensions (Videospiel) … als Batgirl
- 2016: Justice League vs. Teen Titans … als Wonder Woman
- 2016: Ratchet & Clank (Videospiel) … als Elaris
- 2016: Dishonored 2: Das Vermächtnis der Maske (Dishonored 2, Videospiel) … als Captain Meagan Foster
- 2017: Justice League Dark … als Wonder Woman
- 2017: The LEGO Batman Movie … als Batgirl/Barbara Gordon
- 2017: Wilson’s Heart (Videospiel) … als Elsa Wolcott
- 2017: Dishonored: Der Tod des Outsiders (Dishonored: Death of the Outsider, Videospiel) … als Billie Lurk
- 2018: Sorry to Bother You … Stimme im Fahrstuhl
- 2018: The Death of Superman … als Wonder Woman
- 2018: Elena von Avalor (Elena of Avalor, Fernsehserie, 2 Folgen) … als Daria
- 2018: Henchmen … als Jolene
- 2019: Reign of the Supermen … als Wonder Woman
- 2019: NBA 2K20 (Videospiel) … als Isa Ellington
- 2019: The Death and Return of Superman … als Wonder Woman
- 2019: Wonder Woman: Bloodlines … als Wonder Woman/Princess Diana
- 2019–2021: Jack, der Monsterschreck (The Last Kids on Earth, Fernsehserie) … als Rezzoch
- 2020: It’s Pony (Fernsehserie, drei Folgen) … als Principal Ramiro
- 2020: Justice League Dark: Apokolips War … als Wonder Woman
- 2022: Love, Death & Robots (Fernsehserie): ... als Dr. Mirny
- 2022: Dying Light 2: Stay Human (Videospiel) ... als Lawan
- 2022: DC Batman: The Audio Adventures (Podcast Serie): ... als Catwoman
- 2024: Terminator Zero (Miniserie) ... als Kokoro